# Alloxysta pedestris
Alloxysta pedestris (лат.) — вид мелких перепончатокрылых наездников рода Alloxysta подсемейства Charipinae из семейства Figitidae. Эндопаразитоиды. Европа.

## Описание
От близких видов отличаются следующими признаками: первый членик F1 жгутика усика самки короче педицеля (у самца F1 почти равен или немного длиннее педицеля, все членики F1—F4 почти равны по длине); проподеальные кили отсутствуют; пронотальные кили также отсутствуют; брахиптерные формы, переднее крыло достигает лишь начала метасомы или короче; без видимой радиальной ячейки. Alloxysta pedestris можно отличить от близкого брахиптерного вида A. apteroidea) по длине крыльев или их отсутствию. Мелкие перепончатокрылые, длиной несколько миллиметров (обычно 1—2 мм). Усики нитевидные, у самок 13-члениковые, а у самцов состоят из 14 сегментов. Голова поперечно овальная, гладкая и блестящая. У представителей рода Alloxysta их личинки являются гиперэндопаразитоидами личинок некоторых видов перепончатокрылых (Hymenoptera), таких как бракониды (Aphidiinae, Braconidae) и афелиниды (Aphelinidae, Chalcidoidea), в свою очередь паразитирующих в тлях (Aphididae, Hemiptera).